# Ладзинь
Ладзинь (пол. Ładzyń) — село в Польщі, у гміні Станіславув Мінського повіту Мазовецького воєводства.
Населення — 325 осіб (2011).

## Демографія
Демографічна структура станом на 31 березня 2011 року:
|          | Загалом | Допрацездатний вік | Працездатний вік | Постпрацездатний вік |
| -------- | ------- | ------------------ | ---------------- | -------------------- |
| Чоловіки | 148     | 30                 | 107              | 11                   |
| Жінки    | 177     | 37                 | 109              | 31                   |
| Разом    | 325     | 67                 | 216              | 42                   |